# Institut français de la mode
Koordinaten: 48° 50′ 26,8″ N, 2° 22′ 10,9″ O
Das Institut français de la mode ist eine französische Elitehochschule (Grande école) für Mode, Luxus und Design in Paris. Dekan ist Dominique Jacomet, Geschäftsführerin Sylvie Ebel und Präsident Pierre Bergé (Stand jeweils 2014).
Das Institut liegt im 13. Arrondissement von Paris, unmittelbar an der Seine am Quai d’Austerlitz. Es wurde 1986 mit Unterstützung des französischen Industrieministeriums (Ministère de l'Industrie, seit 2012 Ministère du Redressement Productif) gegründet und steht auch weiterhin unter der Schirmherrschaft des Ministeriums.

## Studium
Die Bildungseinrichtung ist Mitglied der Conférence des grandes écoles und der International Foundation of Fashion Institutes. Grandes écoles vermitteln Abschlüsse, die formal denen der französischen Universitäten gleichstehen, vom Prestige her aber oft oberhalb davon angesiedelt sind.
Nach eigenen Angaben hat das Institut mehr als 150 Studenten. Diese verfügen bereits über einen Hochschulabschluss, es handelt sich also jeweils um ein postgraduales Studium. Darüber hinaus besuchen jährlich mehr als 2000 Menschen Veranstaltungen der beruflichen Weiterbildung am Institut.
Schwerpunkte des Studiums am Institut sind Management und Design. Anschließend folgt eine praktische Ausbildungsphase in einem etablierten Unternehmen, in dem Kreativität eine besondere Rolle spielt, oder die Studenten entwickeln ein eigenes Geschäftsmodell. Absolventen sollen insgesamt befähigt werden, in Kreativ-Unternehmen „die Schwelle zwischen Management und Design zu überwinden“.

## Förderung durch die Wirtschaft
Namhafte französische Unternehmen und Stiftungen unterstützen mit finanziellen Mitteln die Forschungsarbeiten des Instituts, die Herausgabe der wissenschaftlichen Fachzeitschrift Mode de Recherche sowie einen Fonds, mit dem etwa 40 Prozent der Studenten ein Stipendium erhalten. Zu diesen Unternehmen und Stiftungen gehören Chanel, Chloé, Christian Dior, Disneyland Paris, Stiftung Pierre Bergé-Yves Saint Laurent, Stiftung Hermès, Galeries Lafayette, Kenzo, Louis Vuitton, L’Oréal, Printemps und Vivarte.